# Homosexualidad masculina

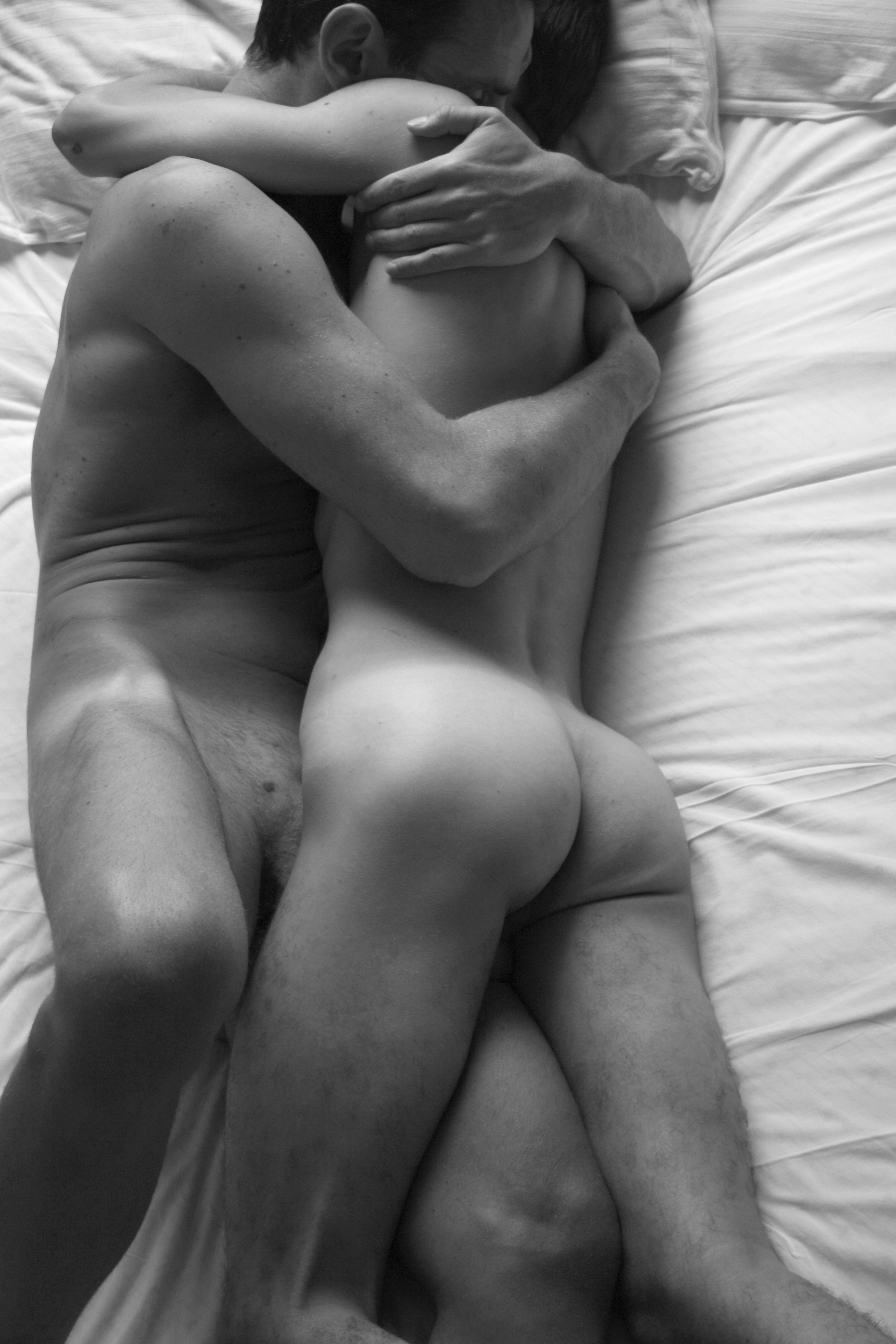

La homosexualidad masculina, llamada cultamente uranismo (del francés uranisme, y este del alemán Uranismus) es la atracción sexual de los hombres hacia otros hombres. La mayoría de los investigadores que estudian la orientación sexual se centran en los patrones de atracción más que en el comportamiento o la identidad, porque la cultura afecta la expresión del comportamiento o la identidad y es la atracción lo que motiva el comportamiento y la identidad, no al revés.
El impacto que tiene la sexualidad entre personas del mismo sexo en la identidad social de una persona varía según las culturas. La cuestión de cómo las culturas a lo largo de la historia conceptualizaron el deseo y el comportamiento homosexual es un tema de debate. En gran parte del mundo moderno, la identidad sexual se define en función del sexo de la pareja. En algunas partes del mundo, sin embargo, la sexualidad a menudo se define socialmente en función de los roles sexuales, ya sea que uno sea un penetrador o un penetrado.

## Estadísticas
Además de ser heterosexuales u homosexuales, las personas pueden ser bisexuales en diversos grados. Bailey y col. declararon que esperan que en todas las culturas la gran mayoría de las personas estén sexualmente predispuestas exclusivamente al otro sexo, con una minoría sexualmente predispuesta al mismo sexo, ya sea exclusivamente o no. En las encuestas occidentales, alrededor del 93% de los hombres se identifican como completamente heterosexuales, el 4% como en su mayoría heterosexuales, el 0,5% como bisexuales más uniformemente, el 0,5% como en su mayoría homosexuales y el 2% como completamente homosexuales. Un análisis de 67 estudios encontró que la prevalencia de sexo entre hombres a lo largo de la vida (independientemente de la orientación) era del 3 al 5% para Asia oriental, del 6 al 12% para el sur y sureste de Asia, del 6 al 15% para Europa del este y del 6 al 12% 20% para América Latina. La Organización Mundial de la Salud estima una prevalencia mundial de hombres que tienen sexo con hombres entre el 3 y el 16%.